# Монткалм (округ)
Монтка́лм (англ. Montcalm County) — округ в штате Мичиган, США. Официально образован в 1831 году. По состоянию на 2010 год, численность населения составляла 63 342 человек. Назван в честь французского генерала XVIII века Луи-Жозефа де Монкальма.

## География
По данным Бюро переписи США, общая площадь округа равняется 1 867,392 км2, из которых 1 825,952 км2 суша и 38,850 км2 или 2,100 % это водоёмы.

## Население
По данным переписи населения 2000 года в округе проживает 61 266 жителей в составе 22 079 домашних хозяйств и 16 183 семей. Плотность населения составляет 33,00 человек на км2. На территории округа насчитывается 25 900 жилых строений, при плотности застройки около 14,00-ти строений на км2. Расовый состав населения: белые — 94,83 %, афроамериканцы — 2,17 %, коренные американцы (индейцы) — 0,60 %, азиаты — 0,26 %, гавайцы — 0,05 %, представители других рас — 0,64 %, представители двух или более рас — 1,46 %. Испаноязычные составляли 2,28 % населения независимо от расы.
В составе 35,30 % из общего числа домашних хозяйств проживают дети в возрасте до 18 лет, 58,80 % домашних хозяйств представляют собой супружеские пары проживающие вместе, 9,70 % домашних хозяйств представляют собой одиноких женщин без супруга, 26,70 % домашних хозяйств не имеют отношения к семьям, 21,90 % домашних хозяйств состоят из одного человека, 9,20 % домашних хозяйств состоят из престарелых (65 лет и старше), проживающих в одиночестве. Средний размер домашнего хозяйства составляет 2,65 человека, и средний размер семьи 3,07 человека.
Возрастной состав округа: 27,10 % моложе 18 лет, 8,30 % от 18 до 24, 30,20 % от 25 до 44, 22,30 % от 45 до 64 и 22,30 % от 65 и старше. Средний возраст жителя округа 36 лет. На каждые 100 женщин приходится 105,50 мужчин. На каждые 100 женщин старше 18 лет приходится 106,00 мужчин.
Средний доход на домохозяйство в округе составлял 37 218 USD, на семью — 42 823 USD. Среднестатистический заработок мужчины был 32 635 USD против 23 645 USD для женщины. Доход на душу населения составлял 16 183 USD. Около 7,40 % семей и 10,90 % общего населения находились ниже черты бедности, в том числе — 14,00 % молодежи (тех, кому ещё не исполнилось 18 лет) и 8,70 % тех, кому было уже больше 65 лет.